# イン・ザ・プレゼント〜ライヴ・フロム・リヨン
『イン・ザ・プレゼント〜ライヴ・フロム・リヨン』（In The Present - Live From Lyon）は、イエスのライブ・アルバムである。
本作は、ジョン・アンダーソンとリック・ウェイクマンの脱退後、シンガーにベノワ・ディヴィッド、キーボーディストにリック・ウェイクマンの実子であるオリヴァー・ウェイクマンを迎えて2009年から2010年の間行われた「イン・ザ・プレゼント」というライブ・ツアーの中から、2009年にリヨンで行われたライブを収録している。
アルバムのジャケットデザインは、前作のスタジオ・アルバム『フライ・フロム・ヒア』に引き続き、ロジャー・ディーンが担当している。
インタビューとライブ映像を収録したDVDが付加されている特別仕様盤も発売されている。

## 収録曲
ディスク1
1. シベリアン・カートゥル
2. アイヴ・シーン・オール・グッド・ピープル
3. 光陰矢の如し
4. オンワード
5. 星を旅する人
6. ユアーズ・イズ・ノー・ディスグレイス
7. 同志
8. コークスクリュー
9. セカンド・イニシャル（日本盤ボーナス・トラック）

ディスク2
1. ロンリー・ハート
2. 南の空
3. マシン・メシア
4. 燃える朝焼け
5. ラウンドアバウト
6. スターシップ・トゥルーパー

## 参加ミュージシャン
- ベノワ・ディヴィッド - リードボーカル、アコースティックギター、パーカッション
- スティーヴ・ハウ - ギター、ペダルスティールギター、バッキングボーカル
- クリス・スクワイア - ベース、バッキングボーカル
- オリヴァー・ウェイクマン - キーボード
- アラン・ホワイト - ドラムス